# Streets of Rage 4
Streets of Rage 4, anche conosciuto come Bare Knuckle IV (ベア・ナックルIV?, Bea Nakkuru Fō) in Giappone e in Asia, è un videogioco picchiaduro a scorrimento prodotto da Lizardcube e Guard Crush Games e pubblicato da DotEmu in associazione con SEGA. Quarto titolo della serie Streets of Rage della SEGA (i cui primi tre titoli apparirono su Sega Genesis) e seguito di Streets of Rage 3 (1994). 
Il gioco è stato annunciato ad agosto 2018 con uscita confermata il 30 aprile 2020, su PC, Xbox One, PlayStation 4 e Nintendo Switch. Il 4 maggio 2021 il gioco viene incluso nel servizio PlayStation Now.
Il 24 settembre 2021 è uscito per le console PlayStation 4 e Switch Streets of Rage 4: Anniversary Edition, un'edizione fisica che include il DLC Mr. X Nightmare e la modalità Survival.
Il 28 maggio 2022 il gioco è approdato anche sui dispositivi mobili iPhone e iPad che siano aggiornati rispettivamente ai sistemi operativi iOS 15 e iPadOS 15.

## Trama
Il gioco è ambientato 10 anni dopo gli eventi di Streets of Rage 3. Dopo un periodo di pace, in città è sorto un nuovo impero del crimine, che si dice sia guidato dai figli gemelli di Mr. X. Gli ex detective Axel Stone e Blaze Fielding uniscono le forze con la figlia del loro vecchio amico, Cherry Hunter, insieme a Floyd Iraia, un apprendista del brillante Dr. Zan.

## Modalità di gioco
Mantenendo lo stile di gameplay già presente nei titoli precedenti, Streets of Rage 4 è un picchiaduro a scorrimento nel quale i giocatori combattono contro ondate di nemici usando un arsenale di attacchi, combo e mosse speciali. Una nuova caratteristica nella formula di gameplay della serie è l'abilità di recuperare salute, usata tramite un attacco speciale, eseguendo attacchi successivi di fila. I giocatori possono anche lanciare degli avversari l'un l'altro o contro i muri per estendere le loro combo.
| Stile grafico | Streets of Rage 4                                                               | DLC Mr. X Nightmare                     |
| ------------- | ------------------------------------------------------------------------------- | --------------------------------------- |
| Disegno HD    | Axel Stone Blaze Fielding Adam Hunter Cherry Hunter (nuovo) Floyd Iraia (nuovo) | Max Thunder Shiva Estel Aguirre (nuovo) |
| 16 Bit        | Dr. Gilbert Zan Eddie Skate Hunter Max Thunder Shiva                            | Roo                                     |

## Sviluppo
Fin dagli anni '90, vi erano voci di un quarto titolo della serie Streets of Rage in cantiere. A seguito del successo di Wonder Boy: The Dragon's Trap, remake del 2017 di Wonder Boy III: The Dragon's Trap del 1989, DotEmu e Lizardcube, rispettivamente editore e sviluppatore, collaborarono con la SEGA alla creazione di un sequel nella serie Streets of Rage. A seguito dell'accordo, il gioco iniziò la sua produzione all'inizio del 2018, finché non venne annunciato pubblicamente il 27 agosto 2018. Il gioco è sviluppato anche dalla Guard Crush Games, usando un motore modificato dal gioco Streets of Fury. È stato confermato, attraverso un video sul canale YouTube ufficiale di DotEmu, che Yuzo Koshiro e Motohiro Kawashima torneranno ad essere compositori della colonna sonora del gioco, insieme a Yōko Shimomura, Hideki Naganuma e Keiji Yamagishi.
Dopo aver riscontrato un'accoglienza positiva dai fan della saga è stato pianificato e confermato un DLC intitolato Mr. X Nightmare, disponibile dal 15 luglio 2021. A ciò si aggiunge un update gratuito con un nuovo livello di difficoltà e delle opzioni per cambiare colore dei personaggi.

## Accoglienza
| Testata                          | Versione      | Giudizio |
| -------------------------------- | ------------- | -------- |
| Metacritic (media al 08/09/2021) | Xbox One      | 82/100   |
| Metacritic (media al 08/09/2021) | PlayStation 4 | 82/100   |
| Metacritic (media al 08/09/2021) | PC            | 84/100   |
| Metacritic (media al 08/09/2021) | N.Switch      | 87/100   |
| OpenCritic (media al 08/09/2021) | tutte         | 84/100   |
| Attack of the Fanboy             | PC            | [ 11 ]   |
| TheSixthAxis                     | PlayStation 4 | 90/100   |
| Pure Xbox                        | Xbox One      | 90/100   |
| Destructoid                      | PC            | 90/100   |
| Nintendo Life                    | N.Switch      | 90/100   |

Anche il dlc Mr.X Nightmare è stato ben accolto dalla critica, raggiungendo un voto medio globale di 88/100.